# Litmanowa

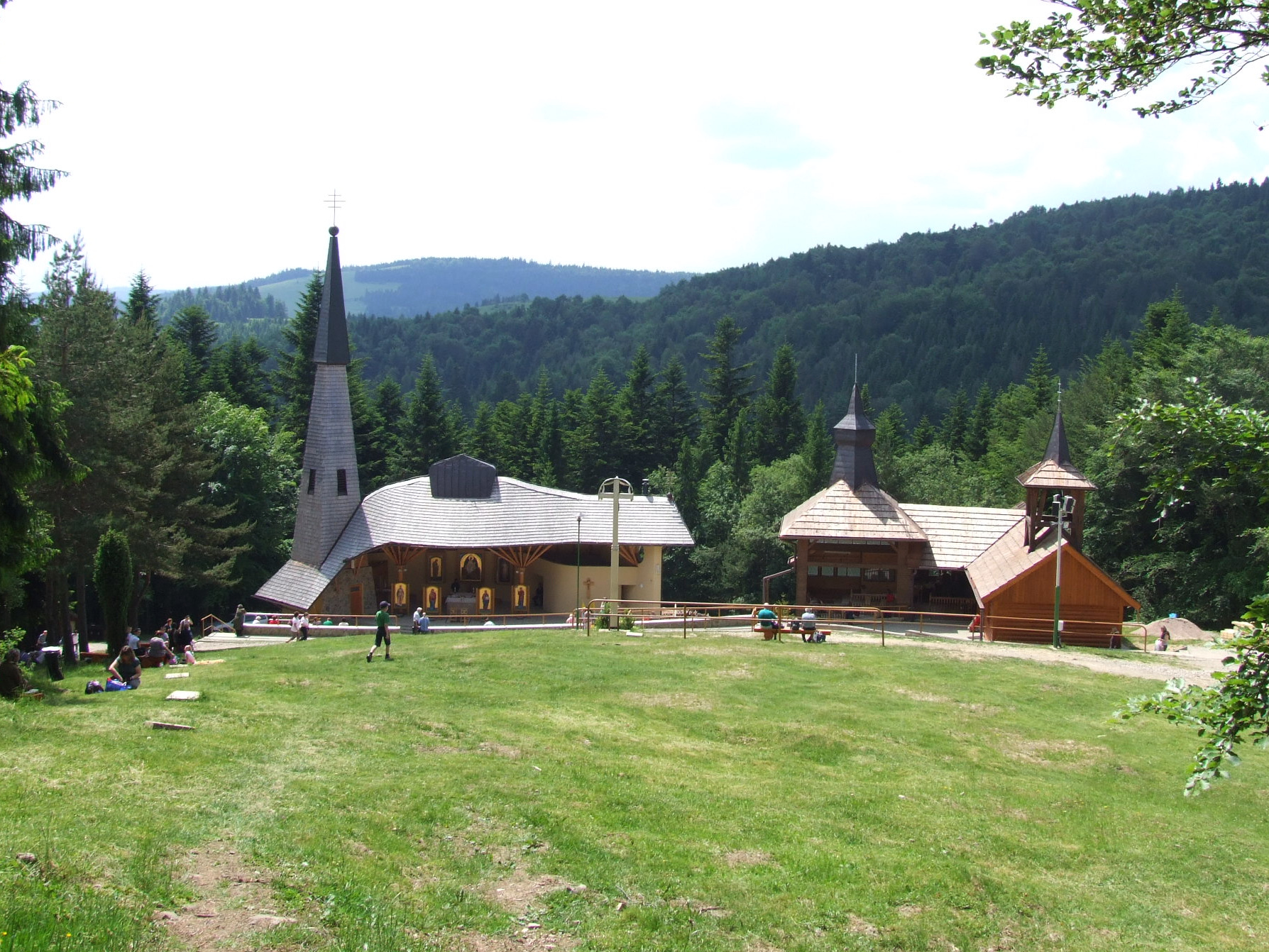
Sanktuarium Matki Boskiej Litmanowskiej

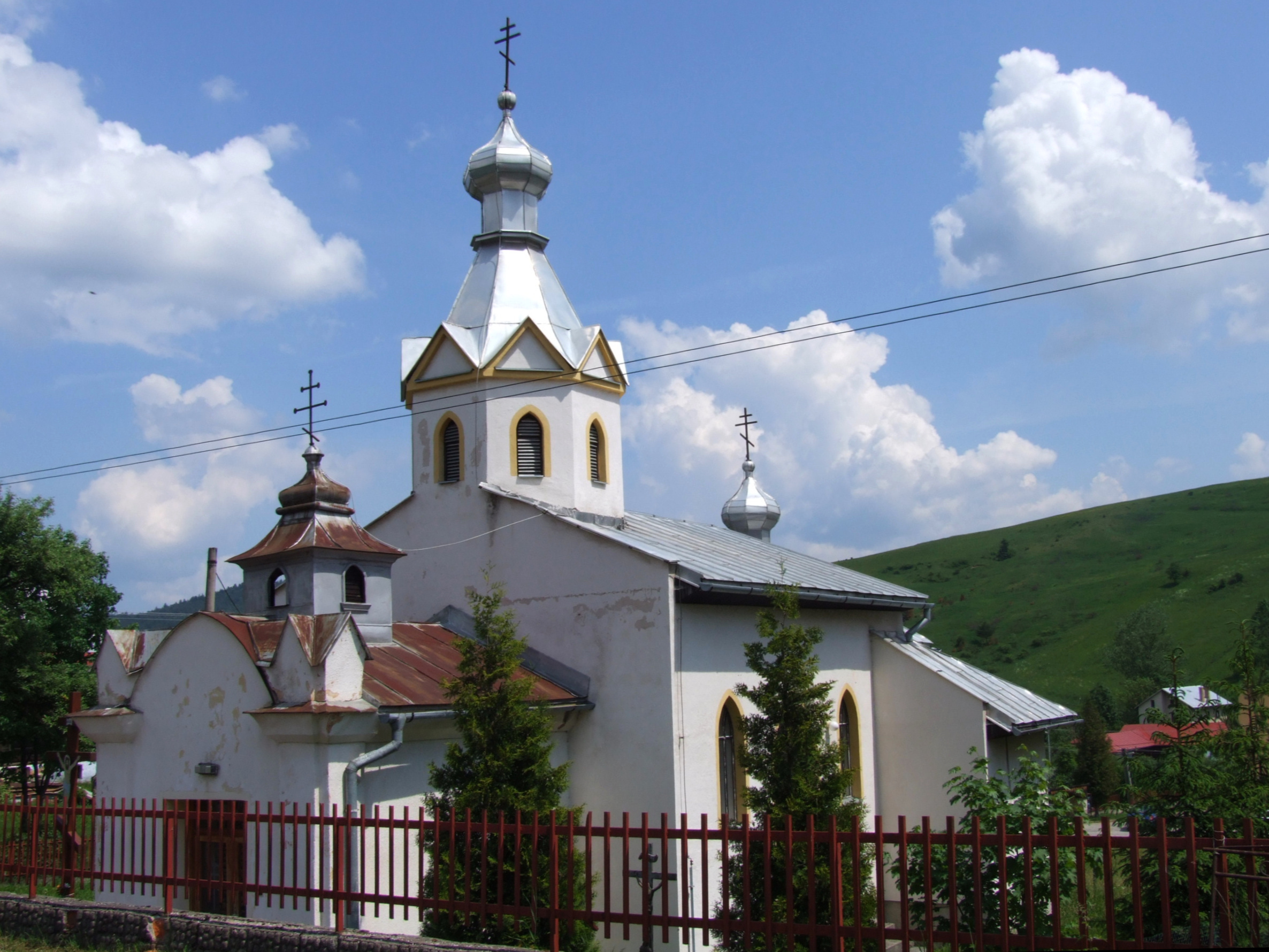
Cerkiew prawosławna w Litmanowej

Litmanowa (słow. Litmanová) – wieś (obec) na Słowacji w powiecie Lubowla.

## Położenie
Litmanowa znajduje się w dolinie Litmanowskiego Potoku (Litmanovský potok), na granicy dwóch regionów geograficznych: Pienin (a dokładniej Małych Pienin) i Gór Lubowelskich (Ľubovlianska vrchovina). Prowadzi do niej droga (10 km) od Lubowli (Stará Ľubovňa) przez miejscowość Jarzębina (Jarabina), ślepo kończąca się w Litmanowej. Zabudowania miejscowości znajdują się głównie w dolinie Litmanowskiego Potoku, ale pola miejscowości rozciągają się po okolicznych górach od granicy z Polską na odcinku Eliaszówka (1023 m) – Przełęcz Rozdziela (803 m) – Wierchliczka (964 m), przez zbocza Faklówki (Fakľovka, 934 m) i Wielkiej Góry (Veľká hora, 801 m), po Medvedelicę i Szeroki Wierch (Široky vrch, 884 m).

## Historia
Miejscowość zamieszkała jest przez ludność pochodzenia łemkowskiego i początkowo należała do Polski. Została założona w 1570 na tzw. prawie wołoskim przez spiskiego starostę Mikołaja Maciejowskiego. Jej założycielami było 12 kmieci, którzy w zamian za wyrobienie z lasu terenów pod pasterstwo i uprawę ziemi otrzymali 12 lat zwolnienia od podatków, a paroch (pleban) pół łana ziemi. Pierwsi mieszkańcy byli wyznania prawosławnego, taka też była pierwsza parafia. W XVII wieku przeszli na wyznanie greckokatolickie i do 1787 należeli do diecezji przemyskiej.
W roku 1884 podawano 828 mieszkańców w 163 domach.
Według spisu ludności z 1913 r. w Litmanowej mieszkało 970 Łemków wyznania greckokatolickiego i 11 Żydów. Obecnie są dwa kościoły: katolicki i prawosławna cerkiew św. Michała Archanioła wybudowana w 1778 r. Najwięcej mieszkańców liczyła Litmanowa w 1828 r. – 1185. Później liczba mieszkańców zmniejszała się, gdyż ich część wyjechała do Ameryki.

## Sanktuarium Matki Boskiej Litmanowskiej
Litmanowa stała się po 1990 słynna głównie z objawień i greckokatolickiego ośrodka kultu maryjnego. Na polanie Zvír na grzbiecie Eliaszówki 5 sierpnia tego roku podobno w szopie pasterskiej objawiła się dwóm dziewczynkom Matka Boska. Były to 12-letnia Ivetka i 13-letnia Katka. Potem objawiała się im jeszcze co miesiąc przez 5 lat. Do miejsca tego zaczęło przybywać coraz więcej pielgrzymów. Wybudowano kaplicę i obudowano znajdujące się na polanie źródło z wodą, której przypisuje się cudowne właściwości. W kaplicy znajduje się obraz Matki Boskiej Niepokalanie Poczętej. Kult rozprzestrzenia się coraz bardziej. Oprócz kaplicy później wybudowano jeszcze inne obiekty, a na ścieżce leśnej stacje drogi krzyżowej.

## Turystyka i rekreacja
Główną atrakcją jest Sanktuarium Matki Boskiej Litmanowskiej. Wartość zabytkową ma też kościół i cerkiew. Obecnie miejscowość ma bardzo zwartą zabudowę: domy stoją obok siebie, zwykle złączone ścianami i blisko przy głównej drodze, która przez to jest wąska. Na górze Faklówka działa wyciąg narciarski. W centrum miejscowości znajdują się dwie grupy Litmanowskich Skałek. Szlaki turystyczne:
- – żółty z polskich Jaworek przez przełęcz Rozdziela doliną potoku Rozdziel do centrum Litmanowej. Czas przejścia 2.30 h
- nieznakowany szlak od górnej części Litmanowej wzdłuż potoku Wielki Lipnik do Sanktuarium Matki Boskiej Litmanowskiej
- prowizorycznie znakowana ścieżka ze szczytu Eliaszówki do Sanktuarium Matki Boskiej Litmanowskiej